# 夏尔·尼科勒
夏尔·朱尔·亨利·尼科勒（Charles Jules Henri Nicolle，1866年9月21日—1936年2月28日）是一位法國細菌學家，曾經因為關於辨認出虱子為斑疹傷寒的傳染者，而獲得1928年諾貝爾生理學或醫學獎。
尼科勒出生於法國魯昂，他的父親是當地醫院的一位醫師，因此他很早便開始學習生物學知識。1893年，他獲得了巴斯德研究院授與的醫學士學位。之後他回到魯昂。
1903年，尼科勒開始擔任巴斯德研究院的主任，直到1936年逝世為止。在這段期間，他獲得了諾貝爾獎。
除了微生物的研究之外，他也寫了一些小說與哲學書籍，包括《Le Pâtissier de Bellone》、《Les deux Larrons》與《Les Contes de Marmouse》。
他在1895年結婚，擁有兩個小孩。